# サイレンサー/沈黙部隊
『サイレンサー/沈黙部隊』（サイレンサーちんもくぶたい、英: The Silencers）は、1966年6月4日に公開されたアメリカ映画である。配給はコロンビア ピクチャーズ。

## 概要
ドナルド・ハミルトンの小説マット・ヘルムシリーズのうちから「沈黙部隊」のオスカー・ソウルが脚色、ランページのフィル・カールソンが監督したスパイ・アクションである。後に続編が3作公開されたことにより、本作は「サイレンサーシリーズ」の第1弾となった。
当初は007のような映画を目指していたが、後に映画をコメディ寄りにすることに方針転換した。製作のアービング・アレンはこのことについて「（主演に）ポール・ニューマンのような良いスターが欲しかったが、誰もショーン・コネリーに逆らうことはできなかった。誰もが成功したシリーズ（007）に逆らうことを望んでいなかった」と発言している。
主演をディーン・マーティンが、ヒロインをステラ・スティーヴンスが務めた。撮影を『ちょっとご主人貸して』のバーネット・ガフィが、音楽を『荒野の七人』のエルマー・バーンスタインが担当した。

## ストーリー
スパイを引退したマット・ヘルムはICEから呼び出しを受け、元恋人のティナとともに中国人タン・ツェの組織を叩けとの指令が入る。タンは、アメリカ空軍が試験運用中の核ミサイルを電波で誘導し、南西部に落とそうと考えていた。
マットとティナはニューメキシコに飛び、宿泊先のフェニックス・ホテルでゲイルという美女を通じてオルガン奏者のガンサーと出会う。マットはゲイルたちを疑っていたが、正体をつかめなかった。その夜、ホテルのショウ・ルームでアメリカの科学者がマイクロフィルムを敵に渡すという情報がマットのもとに寄せられる。ダンサーのサリータは客の一人からマイクロフィルムを受け取った後、衣装の間に隠して舞台に戻ったところを何者かに射殺される。その直後、ゲイルはサリータの遺体に駆け寄り、マイクロフィルムを回収する。マットはゲイルに詰問するが、彼女は知らないと言い張るばかりで、いつの間にかティナもマットに近づいていた。
その後、ICE本部からの指令を受け、マットはゲイルを連れたままホテルを発つ。そこへ敵の一味が取りかこみ、2人はそのまま本部に連行され、敵と内通していたティナと対面する。

## キャスト
| 役名                   | 俳優                   | 日本語吹替                     |
| 役名                   | 俳優                   | 東京12ch版                     |
| ---------------------- | ---------------------- | ------------------------------ |
| マット・ヘルム         | ディーン・マーティン   | 広川太一郎                     |
| ゲイル・ヘンドリックス | ステラ・スティーヴンス | 増山江威子                     |
| ティナ                 | ダリア・ラヴィ         | 沢田敏子                       |
| マクドナルド           | ジェームズ・グレゴリー | 家弓家正                       |
| タン・ツェ             | ヴィクター・ブオノ     | 肝付兼太                       |
| ウィッグマン           | アーサー・オコンネル   | 北村弘一                       |
| サムガンサー           | ロバート・ウェッバー   | 嶋俊介                         |
| アンドレイエフ         | ロジャー・C・カーメル  | 雨森雅司                       |
| 不明 その他            |                        | 芝田清子 徳丸完                |
|                        |                        |                                |
| 演出                   | 演出                   | 高桑慎一郎                     |
| 翻訳                   | 翻訳                   | 島伸三                         |
| 効果                   |                        |                                |
| 調整                   | 調整                   | 前田仁信                       |
| 制作                   | 制作                   | 東北新社                       |
| 解説                   |                        |                                |
| 初回放送               | 初回放送               | 1971年9月30日 『木曜洋画劇場』 |

## スタッフ
- 監督：フィル・カールソン
- 脚色：オスカー・ソウル
- 原作：ドナルド・ハミルトン
- 製作：アービング・アレン
- 撮影：バーネット・ガフィ
- 音楽：エルマー・バーンスタイン
- 歌：ディーン・マーティン、ヴィッキー・カー

## シリーズ
- サイレンサー/殺人部隊
- サイレンサー/待伏部隊
- サイレンサー/破壊部隊